# 化学镍金
化学镍金（缩写为ENIG），又名化镍金或者沉镍金，是印刷电路板的一种表面电镀工艺。该工艺在铜表面镀一层镍磷合金，再在电镀镍表面镀上一层金，以防止镍氧化。
与喷锡板（HASL）或其他传统、便宜的表面镀层工艺相比，化学镍金有很多优点。化学镍金镀层十分平坦，便于大尺寸球柵陣列封裝（BGA）焊接。除此以外，出色的抗氧化性和未处理接触面可用性十分适用于薄膜开关和接触点。
早期的化学镍金工序可靠性不高，镀层可能与铜板分离，造成元件脱落，也不会如喷锡那么容易湿润，湿润也不均匀。此外，在电化学处理过程中，可能会产生镍磷合金中空区域。更具体地说，防焊油墨中的硫化物进入电镀槽，大大减少焊接的可靠性。为了解决这个问题，现代的镍金工艺先在铜表面置换钯，再镀上的镍磷合金，最后再在表面镀上一层金。
ENEPIG十分昂贵，但其特性和性能最佳。该工艺与其他常见的处理方法相比，需要更多的步骤。
电镀镍步骤是一个将镍沉积到钯催化铜表面的自催化反应。处理过程中必须及时补充含有镍离子的还原剂，维持足够的浓度、温度和pH值，形成均匀涂层。在沉金步骤中，金通过置换反应附着在镀镍的区域，对镍进行保护，直到电路板进入焊接步骤。金厚度需要满足某些特定的公差，以确保镍的可焊性。
IPC -4552标准对印刷电路板化学镍金处理质量和其他方面进行规范。IPC-7095中涵盖与"黑垫"中空区域有关的内容，如表面龟裂和镍突刺。